# Kaneelwever
De kaneelwever (Ploceus badius) is een zangvogel uit de familie Ploceidae (wevers en verwanten).

## Verspreiding en leefgebied
Deze soort is endemisch in Soedan en telt 2 ondersoorten:
- P. b. badius: oostelijk Soedan.
- P. b. axillaris: zuidelijk Soedan.